# Maria do Ceo
María do Ceo (Oporto, siglo XX) es una cantante de fado y compositora portuguesa afincada en Galicia. 

## Trayectoria

### Infancia e inicios musicales
María do Ceo nació en la ciudad de Oporto (Portugal). Su padre fue quien la introdujo en el mundo del fado, era lo que llaman en Portugal un fadista amador (amateur), cantaba en casas de fados hasta altas horas de la noche a la salida del trabajo. Con solo siete años su familia emigró a Orense y desde entonces reside dicha ciudad. El haber vivido siempre en Galicia y no relacionarse con el mundo del fado de Lisboa ha hecho que su forma de cantar sea distinta. Ha sabido adoptar del gallego su dulzura y del portugués su melancolía haciendo de esa mezcla una combinación única. Ella misma reconoce que no ha podido aprender ni copiar de nadie. Los discos de fado que escuchaba eran de Amália Rodrigues traídos de Portugal por sus padres cuando viajaban a visitar a la familia.
Empezó a cantar profesionalmente en 1987 pero no es hasta 1997cuando funda el grupo galaico-portugués "Alfama" y empieza con gran éxito las actuaciones como solista de dicho grupo. En enero de 1996 graba un programa de TVE y participa en un concierto benéfico de Unicef. Ese mismo año participó en el Festival Intercéltico de Lorient. Do Ceo ha reconocido que los comienzos fueron muy duros pues pseudo managers se dedicaron a enriquecerse a su costa dejando de lado las necesidades artísticas, pero que aun así, logró salir adelante aprendiendo de la experiencia.

### 1997 - Actualidad
Bajo el título de Cartas de Amor sale, en 1997, su primer trabajo discográfico en CD y casete, que es presentado en prensa, radio y televisiones regionales y nacionales. Realiza una gira de conciertos en Fráncfort presentando el disco ese mismo año. En 1998 cantó al Premio Nobel de Literatura José Saramago en Santiago de Compostela.
En enero de 1999 presentó su segundo disco, Vellas lembranzas, en el que María do Ceo fusiona la cultura musical gallega y lusa en diez canciones, tanto propias como versiones. En 2001 fue invitada a participar en el primer homenaje póstumo a Amália Rodrigues en el Coliseo de Lisboa. Ese mismo año participa también en un homenaje a Carlos Cano en el Teatro Falla de Cádiz y realiza una gira por Italia: Nuoro y Sassari.
En 2004 participó en la grabación de dos proyectos bien diferentes: un CD de romances con la Real Banda de Gaitas da Excma. Deputación de Ourense como obsequio para los Príncipes de Asturias y un CD para la Fundación PAIDEIA “Ese niño diferente”. También participa en un concierto contra la violencia de género en Argelia, en la entrega de premios gallegos del año en el Auditorio de Galicia y tiene el honor de poder cantar el Ave María de Franz Schubert a SS. el papa Juan Pablo II (junto a la Real Banda de Gaitas de Ourense) en Roma.
En 2006 participó como actriz principal en un cortometraje, titulado Reencuentro. En 2007 la enfermedad de su madre y su posterior fallecimiento fue un duro golpe para ella puesto que era una de las personas que más había querido.
En 2008 participó junto a la bailarina María Nadal en el musical titulado Alen do Mar basado en la emigración y las canciones que han acompañado a los emigrantes. Dos años más tarde, en 2010, compuso la banda sonora para la película Años Después que ese año clausuró el Festival de cine internacional de Orense y el Himno del Festival de las Artes Escénicas de Riós. En 2011 fue la encargada de componer el Himno del Coto Mixto, enclave territorial anclado entre España y Portugal.
María do Ceo ha actuado en países como España, Portugal, Alemania, Francia, Suiza, Italia, Argelia, Egipto, Uruguay y Argentina.

## Reconocimientos
- 2000: Nombrada miembro de la "Enxebre Orden da Vieira" por la difusión de la cultura gallega en la ciudad de Lisboa.[cita requerida]
- 2004: Premio "Vieira de plata" a la calidad artística, entregado por la Enxebre Orden da Vieira en Santiago de Compostela.[9]
- 2004: "Placa a la mejor trayectoria artística" entregada por El Correo Gallego en el Auditorio de Galicia.[cita requerida]
- 2007: Disco de Platino Gallego por vender 4.000 ejemplares de su trabajo Dúas almas no Miño.[10]
- 2011: "Castaña de Cristal" del Festival das Artes Escénicas de Riós.[cita requerida]
- 2013: Premio "Alecrín dorado" entregado por la Federación de Entidades Gallegas en Cataluña (Fegalcat) por su colaboración permanente.[11]
- 2015: Premio Rebulir de Cultura Galega, por establecer lazos musicales entre las dos orillas del Miño.[12]

## Discografía
Álbumes de estudio
- 1997: Cartas de amor
- 1999: Vellas lembranzas
- 2002: Al rescate del alma
- 2004: Fados… e outas músicas
- 2005: Panxoliñas-Villancicos
- 2006: Dúas almas do Miño
- 2007: Tan lonxe, ao longe
- 2008: No bico un cantar
- 2010: Celme encantado
- 2011: Fado com outro acento
- 2014: Soños Cumpridos
- 2016: Años Después
- 2017 :De Portugal a Galicia. Fado
- 2017: Canciones infantiles.
- 2019: A fadista
- 2021: Vai de Roda
- 2023: Galicia Nai

Colaboraciones
- 2001: Etnika: Los Sonidos de Galicia «O Señor Vinho» y «O Primeiro Amor»
- 2006: Atox: Real Banda de Gaitas da Diputación Provincial de Ourense
- 2007: Himno Gallego
- 2011: Fios de vida (colaboración con Enrique Ramil)
- 2012: México Lindo: Homenaje a Chavela Vargas - «Piensa en Mí»
- Puedes llegar Ese niño diferente. La Rebotica.